# Aegolius
Nyctales
Genre
Aegolius est un genre d'oiseaux strigiformes de la famille des Strigidae. Il est constitué de quatre espèces actuelles appelées nyctales.

## Taxinomie
Ce genre a été décrit pour la première fois en 1829 par le naturaliste allemand Johann Jakob Kaup (1803-1873).

## Liste des espèces
D'après la classification de référence (version 14.1, 2024) de l'Union internationale des ornithologues, il y a 5 espèces (dont 1 éteinte) du genre Aegolius.
Liste des espèces par ordre philogénique :
- Aegolius funereus (Linnaeus, 1758) – Nyctale de Tengmalm ;
- Aegolius acadicus (Gmelin, JF, 1788) – Petite Nyctale ;
- † Aegolius gradyi Olson, 2012 – Nyctale des Bermudes ;
- Aegolius ridgwayi (Alfaro, 1905) – Nyctale immaculée ;
- Aegolius harrisii (Cassin, 1849) – Nyctale de Harris.

Auxquelles on peut ajouter :
- † Aegolius martae Pavia, 2008.